# Jiang Bo
Jiang Bo (née le 13 mars 1977) est une athlète chinoise, spécialiste des courses de fond. 

## Biographie
Le 23 octobre 1997, à Shanghai, Jiang Bo établit un nouveau record du monde du 5 000 m en 14 min 28 s 09, améliorant de près de trois secondes la meilleure marque mondiale de sa compatriote Dong Yanmei réalisée deux jours plus tôt. Cette performance constitue l'actuel record de Chine et l'actuel record d'Asie.
Elle détient par ailleurs la deuxième meilleure performance mondiale de tous les temps sur 1 500 mètres en parcourant la distance en 3 min 50 s 98 le 18 octobre 1997.

### Records
| Épreuve | Performance    | Lieu     | Date            |
| ------- | -------------- | -------- | --------------- |
| 1 500 m | 3 min 50 s 98  | Shanghai | 18 octobre 1997 |
| 5 000 m | 14 min 28 s 09 | Shanghai | 23 octobre 1997 |